# Trentepohlia (Mongoma) subappressa
Trentepohlia (Mongoma) subappressa is een tweevleugelige uit de familie steltmuggen (Limoniidae). De soort komt voor in het Australaziatisch gebied.